# Morana (diosa eslava)

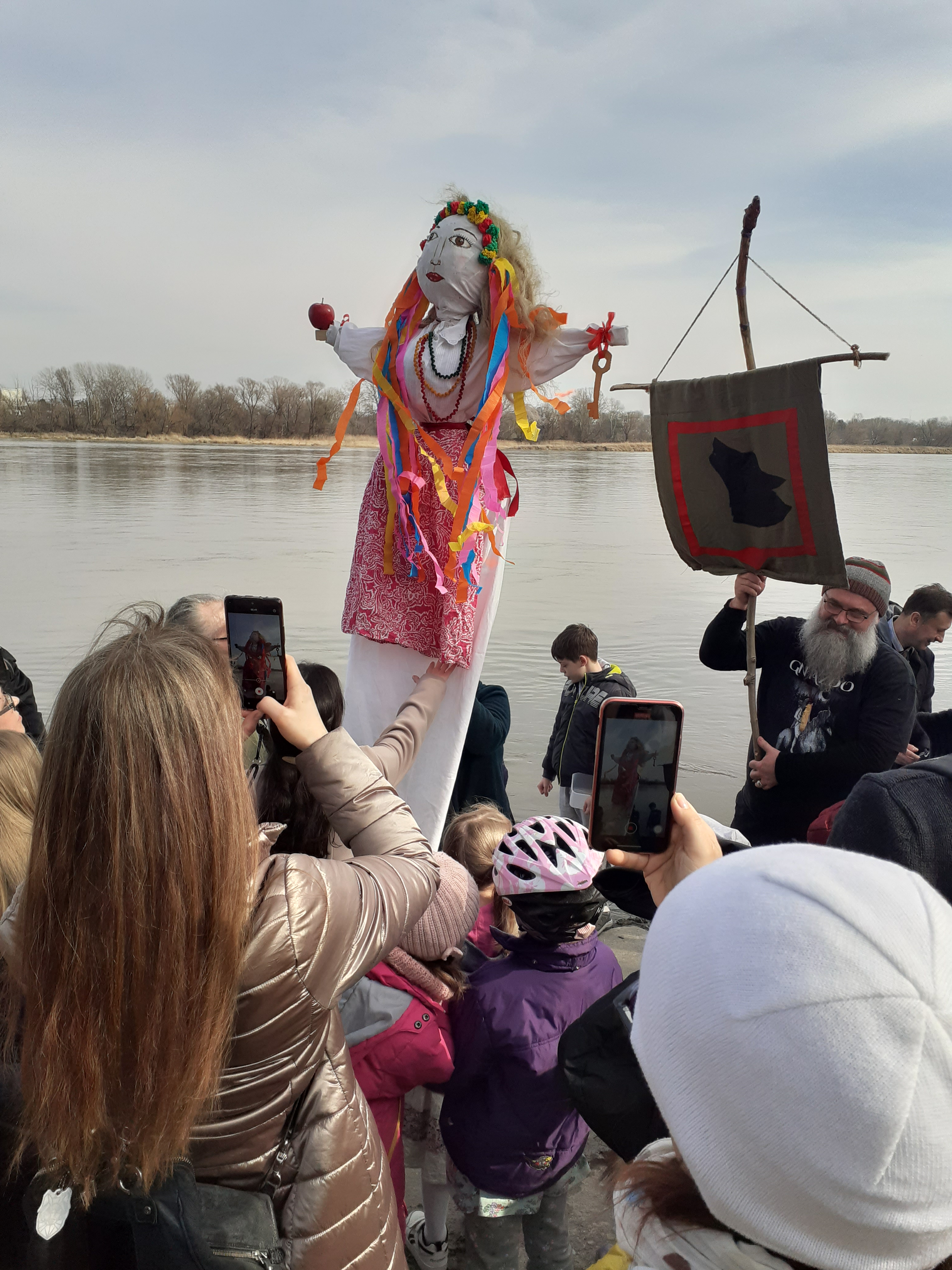
Ahogamiento de Marzanna al final de la Marcha de Bienvenida de Mazovian en 2023 en Polonia.

Morena, Marena, Marä o Marzanna es una figura femenina de la mitología eslava. La cultura popular la presenta como diosa de la muerte. Suele representarse como una anciana que personifica el invierno, oscuridad,  la muerte. Se encuentra en oposición directa a su hermana Živa, diosa de la vida, que se conecta con el verano, fertilidad, cosecha y abundancia. Esta personificación resalta la dualidad invierno – verano que en los pensamientos de los remotos pueblos eslavos dio lugar al surgimiento de diversos ritos paganos. Varios de ellos se conservan hasta hoy en día, aunque en una forma modificada y simbólica. A causa de esta simplificación el concepto de Morana dejó de representar algunas de las connotaciones originales. La imagen primitiva de la diosa eslava de la muerte, pero también de la vida que representaba una sabiduría profunda y guardaba los cambios de la naturaleza, se desprendió de varios significados. Llegó a denominar a la muñeca simbólica conectada con el invierno y la muerte en el folclore eslavo.
A nivel académico, es bastante complicado trazar las líneas de los dioses eslavos a causa de escasez de los documentos escritos y hallazgos arqueológicos, como afirma arqueólogo checo Váňa (1990, 62). Los términos Morana y Živa aparecen en el diccionario latín Mater Verborum del siglo XIII. Sin embargo, el lingüista checo Frinta (1918, 1-4) advierte de que estos términos no están documentados en los textos checos antiguos, anteriores al siglo XIX. Además, afirma que en Mater Verborum se trata de falsificaciones añadidas al manuscrito tras su descubrimiento en el s. XIX por Václav Hanka, probablemente en forma de extranjerismos. Kollár (2009) o Růžička (1907), prosiguiendo la línea de Mater Verborum, definen a Morana como diosa de la muerte. A pesar de los debates académicos acerca del origen y funciones de Morana en la mitología eslava, la cultura popular se ha quedado con identificar a Morana con diosa de la muerte.

## Cultura popular
La figura de Morana está incorporada en la mitología de diferentes países eslavos como Polonia, Rusia, Ucrania, Chequia, Eslovaquia, Croatia, Serbia, Eslovenia, Macedonia, Bulgaria y posiblemente otros. Incluso en actualidad, en varios de ellos – República checa, Eslovaquia o Polonia – se continúa practicando una tradición popular conectada con este personaje. Es conocida como Ahogamiento de Morana (Topienie Marzanny), Despedida de la muerte (Vynášení smrti) o Despedida de Morena (Vynášanie Moreny). Consiste en llevarse una figura simbólica construida de paja, telas y adornos fuera del pueblo y ahogarla ritualmente tirándola al río.
Zíbrt (1910, 41) la considera ser la ceremonia primaveral pagana más antigua en el territorio de la República Checa. Klepáčová (2008) sostiene que canciones conectadas con esta tradición pertenecen a las canciones ceremoniales más antiguas en Eslovaquia. Es interesante que a pesar de su antigüedad, la persecución y varias restricciones eclesiásticas se conservó hasta la actualidad. Tras el Sínodo de Praga, en 1366 (Zíbrt, 1910, 42) o el Sínodo de Poznań, en 1420, los ritos paganos comenzaron a realizarse con pretextos cristianos, utilizando la terminología de los santos, conservando así las ideas tradicionales. En el siglo XIX, Dobšinský (2007) afirma que la gente seguía creyendo en las habilidades sobrenaturales de varios entes mitológicos. Hoy, los sacrificios, canciones y bailes rituales se convirtieron en un acontecimiento estilizado comunitario, practicado principalmente por los grupos folclóricos. El invierno (Morana) se despide simbólicamente del pueblo y se dan las bienvenidas a la primavera (Vesna). Desde los años 30 del s. XX se nota la desaparición gradual de esta tradición. (Klepáčová, 2008)
Ahogamiento de Morana se celebra en la época del equinoccio de primavera (alrededor de 20 de marzo). La fecha suele variar una o dos semanas, de acuerdo con cada región, incluso dentro de un país concreto. En Eslovaquia ocurre siempre el domingo; en las regiones del centro y el este se celebra durante el llamado Domingo mortal (Smrtná nedeľa), dos semanas antes de Pascua y en las regiones del sur y el oeste durante el Domingo de Ramos, una semana antes de Pascua (Feglová 2008).

## Ahogamiento de Morana
En actualidad, la tradición se celebra casi exclusivamente en los pueblos y ciudades pequeñas. Tiene carácter de un alegre encuentro de jóvenes con el fin de celebrar la llegada de la primavera. Habitualmente, bajo la dirección de un grupo folclórico experimentado, se construye la muñeca Morana (o su variante masculina) de paja sobre un palo largo de madera en forma de cruz. Esta figura se viste de tela blanca con elementos del traje regional y se adorna, muchas veces con el collar de las cáscaras de huevo. El acontecimiento sigue con una procesión vivaz por el pueblo, acompañada de bailes y canciones tradicionales, hacia el río o estanque más cercano.  En algunas regiones, antes de arrojarla al río, se suele desvestirla y prenderle fuego. Con la acción de tirarla al agua se concluye el propósito de la tradición y los jóvenes vuelven al pueblo. En este punto aparecen muchas supersticiones, por ejemplo: una vez Morana está en el agua, no se la puede tocar y hay que correr lo más rápido posible al pueblo sin mirar atrás. De lo contrario, uno puede contar con enfermedades serias o incluso muerte.
Para el pueblo este rito tenía un gran significado. Ahogamiento de Morana significaba una partida definitiva de las enfermedades, muerte . La despedida de Morana se asociaba fuertemente con la llegada de primavera, simbolizada a través de la diosa Vesna, que traía esperanzas, calor y alegría.
Morana aparece bajo diversos nombres: en Chequia como Smrt, Smrtolka, Smrtka, Smrtholka, Mařena, Mařoška, Mařena-Čaramura, Mařena krásná y Nevĕsta (Hrobat Virloget, 2013, 150), en Eslovaquia como Morena, Muriena, Marmuriena, Mamurienda, Smrť, Hejhana, Kyselica, Kyseľ, Baba (Klepáčová, 2008), en Polonia como Marzanna, Marzana, Marena, Morana, Morena, Mora, Śmierć, Śmiercicha, Śmiertka.

## Canciones
A continuación se muestran unos estractos traducidos por la autora del texto:
- Eslovaquia:

LLevamos a Muriena del pueblo,
trajimos el nuevo mayo al pueblo (Kollár, 2009)
Quedáos aquí, abuelitas alegres,
ya estamos trayéndoos el verancito,
bonito, verde, de rosmarino.

- República checa:

Muerte, muerte espantable,
kyselica desplaciente;
a kyselica la comimos,
a muerte la ahogamos. 
Llevamos una vieja en la canasta,
la muerte se nos la pide [y le basta]
Ya Mařena yace
Y las dientes mostrar hace.

- Polonia:

El sol otoñal ya sube por el cielo,
¡en el río caudaloso te ahogamos, sugiero!